# Juaaka Lyberth
Karl Johan „Juaaka“ Lyberth (* 19. November 1952 in Uummannaq) ist ein grönländischer Musiker, Schriftsteller und Kommunalpolitiker.

## Leben
Juaaka Lyberth ist der Sohn des Hafenleiters Frederik „Issalik“ Lyberth († 1980) und der Haushälterin Louise Pollas († 1997). Er ist nach seinem Urgroßvater Karl und seinem Großonkel Johan benannt. In der Schulzeit wurde er „Kaali“ genannt. Weil die Bevölkerung in Uummannaq den aus Maniitsoq stammenden Karl nicht kannte, nannten sie ihn „Juaat-Kaali“, was erst zu „Juaakaq“ und dann zu „Juaaka“ verkürzt wurde. Juaaka ist mit der Politikerin Asii Chemnitz Narup (* 1954) verheiratet, mit der er zwei Adoptivkinder aus Südkorea hat.
Juaaka Lyberth wurde in Uummannaq geboren. Von 1966 bis 1967 besuchte er eine Schule im dänischen Måløv und machte danach 1971 seinen Realschulabschluss in Nuuk. Anschließend besuchte er ein Jahr lang eine Hochschule in Båring. Danach begann er eine Ausbildung zum Studiotechniker beim KNR. Von 1974 bis 1976 besuchte er das Gymnasium in Grenå und holte sein Höheres Vorbereitungsexamen nach. Anschließend studierte er von 1977 bis 1981 Eskimologie an der Universität Kopenhagen. Von 1981 bis 1982 war er Parteisekretär der Siumut, deren dänische Abteilung er 1979 mitgegründet hatte, und studierte dann ein weiteres Jahr Eskimologie.
1983 war er Sekretär für den EU-Abgeordneten Finn Lynge. 1984 begann er beim KNR zu arbeiten und wurde dann Programmsekretär. Er organisierte 1989 die kulturellen Festlichkeiten zum zehnten Jubiläum der Hjemmestyre. Neben seiner Arbeit als Programmsekretär des KNR war er von 1991 bis 1995 für die Siumut Mitglied im Rat der Gemeinde Nuuk und diente dabei als Zweiter Vizebürgermeister. 1995 wurde er Kulturhaussekretär. 1997 wurde er Veranstaltungschef im Kulturhaus Katuaq in Nuuk und 1999 dessen Direktor. Später war er Direktor im Kulturhaus Taseralik in Sisimiut.
Er begann 1968 eine Musikkarriere. Ab 1978 bildete er eine Band, die die LP Kalaaleqatikka / Alle mine frænder herausbrachte. Mit Fam und Saarfaarsunnguit veröffentlichte er auch zwei Alben mit Kinderliedern. Nach einer längeren Pause veröffentlichte er 2011 das Album Naasumikpaju. Sein Schlaflied Sinigit meerannguaq, das er bereits 1974 geschrieben hatte, wurde 2013 im Film Gravity benutzt.
2000 erhielt er den Grönländischen Kulturpreis. 2012 erschien Juaakas Debütroman Nalequsseruttortut. Zwei Jahre später erschien das Buch auf Dänisch unter dem Namen Godt i vej. Es handelt vom Aufwachsen in Grönland in den 1960er Jahren. 2014 wurde er für diesen Roman für den Literaturpreis des Nordischen Rates nominiert. Sein zweites Buch Orpilissat nunarsuarmi kusanarnersaat/Det smukkeste juletræ i verden wurde 2020 für den Kinder- und Jugendliteraturpreis des Westnordischen Rats nominiert.
2021 kehrte er in die Politik zurück, als er für die Inuit Ataqatigiit bei der Kommunalwahl 2021 antrat und mit den zweitmeisten Stimmen seiner Partei hinter Bürgermeisterin Charlotte Ludvigsen in den Rat der Kommuneqarfik Sermersooq gewählt wurde. Bei der Kommunalwahl 2025 erreichte er nur den dritten Nachrückerplatz seiner Partei.

## Werke

### Diskografie
Alben
- 1978: Alle mine frænder
- 1979: Fam
- 1982: Oqaluttuat
- 1995: Saarfaarsunnguit
- 2011: Naasumik paju

### Bibliografie
- 2012: Nalequsseruttortut (2014: Godt i vej)
- 2019: Orpilissat nunarsuarmi kusanarnersaat (2019: Det smukkeste juletræ i verden)